# Кузьма Скрябин
Андре́й Ви́кторович Кузьме́нко (укр. Андрі́й Ві́кторович Кузьме́нко; 17 августа 1968, Самбор, Львовская область, УССР — 2 февраля 2015, 86 км трассы «Кировоград — Кривой Рог — Запорожье» около с. Лозоватка, Криворожский район, Днепропетровская область, Украина) — украинский певец, композитор и автор текстов песен, писатель, телеведущий, продюсер, актёр. Вокалист группы «Скрябин». Известен также под псевдонимом Кузьма́ Скря́бин. Герой Украины (2020, посмертно). Заслуженный артист Автономной Республики Крым (2008).

## Биография
Родился 17 августа 1968 года в городе Самбор, Львовской области.
Мать — Ольга Михайловна Кузьменко (23.04.1947; Сиде—23.09.2023) — работала преподавателем музыки, когда училась в Дрогобычском пединституте ездила по селам с магнитофоном и записывала народные песни, пословицы, создала детский коллектив — дети пели народные и обрядовые песни, в 2012 году Андрей Кузьменко написал песню «Мам», посвящённую своей матери. После смерти Андрея Ольга написала 3 книги: «Моя дорогая птица» и «Группа „Скрябин“ и друзья по сцене», «Колыбельная для Андрюши». также она с мужем делала колокольчики и ангелы из глины и продавала их.
Отец — Виктор Кузьмич Кузьменко (род. 3.04.1942) — инженер, всю жизнь проработал на химических предприятиях. Родители делали и продавали расписные колокольчики и ангелов из глины, увлеклись этим в начале 1990-х, после поездки в Вильнюс.
Андрей Кузьменко был единственным ребёнком в семье. Окончил музыкальную школу по классу фортепиано. Учился в школе с углубленным изучением английского языка с первого класса.
Первым толчком к меломании была песня The Beatles «Lady Madonna», которую Кузьменко услышал на сборнике зарубежной эстрады в 1979 году, когда ему было 10 лет: 

«Я не знал, что её исполняют Битлы, я прочитал название на конверте значительно позднее. Меня удивило другое: насколько простой оказалась музыка и насколько сильно она „вставляла“… Я сделал электрогитару из фанеры, разрисовал, как должно быть, и начал лабать на ней… Сыграв эту мелодию на своём пианино, я почувствовал такой душевный подъём, что начал придумывать мелодии сам. Я убедился в том, что каждый может придумать нечто такое, что поймут тысячи, миллионы людей. И это достаточно трудно в техническом плане — нужно только вложить душу и мозги»
Семья жила в Новом Роздоле, где жила его бабушка Мария Григорьевна (род. 1927), позже он жил у бабушки летом.
Родители часто вывозили его на море, когда Кузьменко было 10 лет (приблизительно 1978-79) отца как передовику производства наградили путёвкой в Болгарию, на Золотые Пески, где отдыхал Никита Михалков, с которым познакомилась семья Кузьменко, Никита попросил родителей Андрея присмотреть за своим сыном Степаном, так как Никита был занят интервью, родители согласились, тогда же Андрей заработал свои первые деньги — 10 марок, он подавал вместе с львовянином Серёжей Малаховым теннисные мячики Никите Михалкову, они купили себе Киндер-сюрпризы.
В 1980-е, когда Андрей Кузьменко перешёл в восьмой класс, переехали в Новояворовск, где мать устроилась преподавателем игры на фортепиано в музыкальную школу. Кузьменко был устроен в школу № 4 с углубленным изучением английского языка. Кроме родного украинского, отлично владел английским, польским и русским языками, занимался в спортивной школе стал кандидатом в мастера спорта по биатлону, играл в волейбол и занимался плаванием. В то время он открыл для себя вещь, которая занимала важное место в его жизни: польское радио и телевидение.

### Начало творческого пути
В 1983 году Кузьменко услышал на Третьей программе Польского радио передачу «Всё о роке» (пол. Cały ten rock), где прозвучала шотландская группа The Exploited, которая увлекла его и заставила полюбить панк-музыку.
Для репетиций группы использовался актовый зал школы, где учился Кузьменко. Группа играла на танцах. Пели на украинском, английском и русском языках. Занимаясь панк-музыкой, Кузьма постепенно увлёкся стилем «нью-романтик».
В 1985 году Кузьменко окончил школу и, мечтая стать врачом-неврологом, пытался поступить во Львовский мединститут, но не поступил, потому что чтобы попасть туда, требовалось дать взятку, поэтому учился в ПТУ на штукатура, получал стипендию 90 рублей. Потом поступил в Петрозаводский мединститут.
В 1986 году познакомился с гитаристом Владимиром Шкондой и создал с ним музыкальную группу, которую сам позже называл первым этапом появления «Скрябіна».
После окончания первого курса Петрозаводского мединститута Кузьменко был призван служить в Советскую Армию, в Калинин (РСФСР), там он простудился и попал в госпиталь на лечение, стал помогать на операциях. В армии научился водить машину.
В 1987 году, после возвращения из армии, по настоянию родителей, перевёлся в медицинский институт во Львове на факультет стоматологии, родителям пришлось дать взятку 4000 рублей, втайне от Кузьменко, однако стоматология была ему не интересна. Кузьменко не переставал заниматься музыкой: 

«Я даже на первые курсы института ходил с нормальной панковской причёской и прятал это всё под бейсболкой»
В 1987 году он написал песни «Lucky Now», «Brother», «Да то уже есть». Большинство песен писалось на английском языке, а затем, в зависимости от необходимости, их переводили на украинский язык. 

«Мы в школе пели на танцах. И независимо создавали свою „Цепную реакцию“, мы занимались во вторую смену. И вторая смена практически не имела возможности проводить уроки, потому что у нас вместо колонок были так называемые „матюкальники“, которые висели на столбах. Смолоду очень громко играли, и когда к ним подключали гитару, она давала такой струнный звук, как из ведра. Для панков это была просто фантастика! К этому же колонки был подключён и вокал. Это был 1987 год…»
В 1988 году группой «Наша контора» была основана андеграундная студия «Sпати» (название которой, по мнению Кузьменко, расшифровывалось как «Студия патологической тишины»), куда вступили Кузьменко и Игорь Яцишин, которые вместе составляли группу «Цепная реакция» и продолжали играть «хардкор-панк». Вскоре Кузьменко принимал участие в деятельности групп «Ассоциация Джентльмены», «УКО», «Гроб», «Death Time Boys». Он играл на гитаре, пел, был одновременно автором музыки, текстов и лицом всех этих групп. Тут появились люди, сыгравшие важную роль в формировании «Скрябіна»: Андрей «Кьюра» Штурма, Славик Пономарёв, Александр Скрябин и другие. Также существовали и сольные проекты Кузьмы в стилях «психоделик» и «нью-романтик». В то время были созданы песни «Душа и плоть», «Love Me To Death», «Лиза» («Олля»), «Texas Song» и т. д.

### 1989—1999: «Скрябін»
30 июня 1989 года была записана первая песня группы «Скрябін», в которую входили Кузьменко, Рой и Шура. На фестивале «Вывих», который проходил во Львове Кузьменко выступал под именем Андрей Килл, это название было использовано в 1990 году на «Червоной руте» в Запорожье. С выходом альбома «Violator» группы «Depeche Mode», Кузьменко окончательно определился со стилем.
В 1993 году, окончив мединститут, на «Победе» Кузьменко путешествовал по Германии до 1995 года. В 1994 году женился на Светлане — художнице, которая училась с ним в параллельных классах. В этом же году он вынужден был оставить жену и переехать с Домишевским и Герой в Киев. Вскоре Светлана тоже переехала в столицу.
В 1996 году Кузьменко принял участие в программе «Бомба».

### 2000—2015: Скрябін
Летом 2000 года после записи «Стриптиза» музыканты поссорились между собой. Однако вскоре музыканты пришли к компромиссу, и Рой согласился не участвовать с группой в концертах, оставаясь при этом её директором. Кузьменко, Шура и сессионные музыканты записали альбом «Модна країна», который вызвал неоднозначную реакцию у поклонников группы — на нём группа полностью отказалась от своего фирменного электронного звучания и сменила свой музыкальный стиль с синти-попа на поп-рок, в текстах же появился цинизм и временами глумливый юмор. Это звучание стало фирменным знаком «Скрябина» 2000-х годов.
В начале 2003 года, накануне выхода альбома группы «Натура», окончательно покинул проект Шура.
Кузьменко становится единственным ветераном и лидером группы, набрал новый состав в лице Алексея «Звали» Зволинского (гитара), Сергея Присяжного (гитара), Александра Мельника (бас-гитара), Александра Стрилковского (клавиши), Владимира «Ивнинга» Иваненко (ударные).
В 2005 году вышел успешный альбом группы — «Танго». Окончательно утвердился новый состав — Кузьменко (вокал), Алексей Зволинский (гитара), Константин Сухоносов (клавишные), Константин Глитин (бас-гитара), Алёна Розумная (бэк-вокал), Вадим Колисниченко (ударные).
В 2008 году Андрей Кузьменко создал группу «Пающие трусы», являлся автором текстов и музыки.
В начале 2009 года «Скрябин» начал новый альбом — «Скрябін-20», позднее названный «Моя еволюція», который вышел к 20-летию основания группы. Был организован концертный тур по городам Украины. Параллельно с этим альбомом шла работа над сольным альбомом Кузьменко, который по его замыслу должен был выйти параллельно с «Моєю еволюцією» и должен был напоминать старое творчество группы, однако вскоре работа над ним была остановлена. В этом же году Кузьменко написал тексты украинской группе «Дзидзьо».
В 2012 году вышел сольный проект Кузьменко под названием «Злой рэпер Зеник», который распространялся бесплатно через Интернет.
Андрей Кузьменко жил в Киеве в частном доме на Ветряных Горах. Андрей любил путешествовать, и побывал почти во всех уголках мира.

### Политика
Состоял в партии «Команда озимого поколения».
Песни на политические темы группы «Скрябин»: Кинули, Руина, История, Я злой, Тёплая зима, Эволюция.
После смерти певца были опубликованы последние его песни про войну на Донбассе: Украинцы, Сука-война, Письмо к президентам.
В апреле 2016 года вдова певца Светлана Бабийчук сообщила о том, что обнаружила много недоработанных текстов песен, некоторые из них на политическую тематику.

### Гибель
1 февраля 2015 года, за день до гибели, Кузьма Скрябин выпустил новый клип на песню «Дельфины». Видео появилось на официальном канале певца на YouTube, также в этот день проходил концерт в городе Кривой Рог, посвящённый 25-летию группы «Скрябин», Андрей Кузьменко возвращался в Киев за рулём своего внедорожника «Тойота Секвойя», в тот день он должен был улететь за границу и торопился в аэропорт, дорога была скользкая от дождя и мороза, 2 февраля около 7:00 на затяжном повороте за селом Лозоватка на 86 км трассы «Кировоград — Кривой Рог — Запорожье» Н-23 его автомобиль столкнулся с молоковозом ГАЗ-5312. Несмотря на сработавшие подушки безопасности, Кузьменко спустя несколько часов скончался на месте от полученных травм, так и не дождавшись скорой помощи и спасателей. Ехавшая вместе с ним арт-директор группы «Скрябин» Ольга Любченко и водитель молоковоза получили травмы.
4 февраля в Преображенской церкви во Львове состоялась церемония прощания с Кузьменко. Был похоронен 5 февраля на кладбище в посёлке городского типа Брюховичи, около Львова.
В 2013 году певец снял клип к песне «Руина», в котором навстречу его машине едет такой же молоковоз, как и участвовавший в аварии, а ровно за девять дней до гибели представил песню «Конец фильма».

## Награды
- Звание Герой Украины (посмертно) с присвоением Ордена Державы «За выдающиеся личные заслуги в формировании отечественного культурного пространства, весомый вклад в развитие национального музыкального искусства, многолетнюю плодотворную творческую и общественную деятельность» , регламентируется указом Президента Украины Владимира Зеленского № 323/2020,
- 13 октября 2015 года электронная петиция о присвоении лидеру группы «Скрябин» Андрею Кузьменко звания народного артиста Украины была направлена на рассмотрение Администрации Президента Украины (петиция № 22/002933-еп зарегистрирована 5 сентября 2015 года)[42]. Президент Украины Петр Порошенко поддержал награждение лидера группы «Скрябин» Андрея Кузьменко орденом «За заслуги» 1 степени (посмертно)[43]. «Учитывая многочисленную поддержку присвоения А. Кузьменко государственной награды и его значительный вклад в развитие украинской культуры и обогащение отечественного музыкального искусства, я поддержал предложение Комиссии государственных наград и геральдики о награждении Андрея Кузьменко орденом „За заслуги“ 1 степени (посмертно)», — сказано в ответе Президента Украины на электронную петицию. В ответе Президента Украины отдельно подчеркивается, что в соответствии с п. 7 Положения о почетных званиях Украины, утверждённого указом Президента «О почетных званиях Украины» от 29 июня 2001 года, присвоение звания «народный артист Украины» посмертно не производится.
- Заслуженный артист Автономной Республики Крым (2008)[3]
- Орден «Захиснику кордону батьківської землі» под номером 001[44][45].

## Личная жизнь
- Жена с 1994 — Светлана Ивановна Бабийчук (род. 26 марта 1968, Курск) — художница, мастер росписи по дереву, дочь художника Ивана Антоновича Бабийчука[укр.](4 июля 1944 — 17 октября 2015)[46][47], училась с Кузьменко в параллельных классах, в 1990 году закончила Курский педагогический институт[46][48]. У Бабийчук были в 2006 году[8] магазины на Андреевском спуске[8]. Расписывала шёлк и батик, работала на заказ[8], основала благотворительный «Фонд имени Кузьмы Скрябина», стала помогать детским домам, больницам, заниматься волонтёрской деятельностью и поддерживать украинских военных[49].
- Дочь — Мария-Барбара Андреевна Кузьменко[8] (род. 14 сентября 1997) названа в честь актрисы Барбары Брыльской, кумира детства Кузьменко, с которой он был знаком[21][50]. Училась в Национальном медицинском университете имени А. А. Богомольца[51][52][53]. Вышла замуж 20 декабря 2019 за Виктора Тура, с которым училась в университете[54].

## Фильмография
- 2001 — Вечера на хуторе близ Диканьки — Кузьма, друг Вакулы (указан в титрах как Андрей Кузьменко).
- 2006 — Леся+Рома — камео
- 2006 — Карнавальная ночь на Интере — камео
- 2007 — Очень новогоднее кино, или Ночь в музее — гость на новогоднем празднике в музее (камео)
- 2009 — Красная шапочка — Синяя Борода (в титрах как Кузьма Скрябин)
- Снимался в музыкальных клипах группы «Пающие трусы»: «Поющие трусы» (украинская и русская версии), «Тазик Оливье» и «Му-му». В клипе «Гламур» используются его архивные видеокадры.

## Память
3 февраля 2015 года Леонид Волошенюк написал песню, посвященную памяти Кузьмы Скрябина, песня вошла в демо-альбом.
11 июля 2015 года на месте гибели Андрея Кузьменко (вблизи села Лозоватка Криворожский район, Днепропетровская область) установили мемориальный знак в память о всех погибших людях на этом месте.
27 августа 2015 года опубликован неофициальный посмертный альбом — сборник последних песен Андрея Кузьменко и группы «Скрябин» под названием «Кінець фільму».
1 октября 2015 года, в Международный день музыки, в Луцке состоялось открытие монумента Андрею Кузьменко. Инициатором установки памятника стал луцкий бизнесмен Андрей Покровский.
23 февраля 2016 года мать Андрея Кузьменко, Ольга Михайловна Кузьменко потребовала снести памятник, поскольку, по её мнению, он не был похож на Андрея. Также мать артиста не согласилась с тем, чтобы памятник переделала его создательница — Ирина Дацюк.
2 марта 2016 года памятник был демонтирован.
23 августа 2016 установили новый памятник в Луцке на месте старого памятника.
В Новояворский школе, где он учился, создан музей посвящённый Кузьме.
Летом 2018 года к 50-летию со дня рождения лидера группы Скрябин Укрпочта выпустила почтовую марку «Андрей Кузьменко. 1968—2015 (Скрябин)» с изображением певца. Марка выпущена тиражом 130 тысяч экземпляров, её номинал — 9 гривен.
В мае 2018 года мурал, посвященный музыканту Кузьме Скрябину (Андрей Кузьменко), открыли в Харькове . Мурал нарисовали на торце дома по ул. Рымарской, 23-а. На создание мурала было потрачено около 200 баллончиков краски.
Тогда же в Киеве и Кривом Роге появились скверы имени Кузьмы Скрябина, строят сквер в Краматорске.
В 2022 году в городе Изюм улица Виктора Цоя была переименована в честь Кузьмы Скрябина.

### Благотворительный фонд имени «Кузьмы Скрябина»
Светлана Бабийчук, вдова Кузьмы Скрябина, основала благотворительный фонд имени «Кузьмы Скрябина» для помощи детским домам, больницам, волонтёрской деятельности с целью поддержки украинских военных, обустраивания памятников, скверов.

### Документальные фильмы
- 2015 — Скрябин. Постскриптум-телеканал ICTV
- 2018 — С днем рождения, Чувак — Кузьма, которого вы не знали
- 2018 — «Кузьма. Недосказанное» | Спецпроект-телеканал Украина

## Злой Рэпер Зэнык
Злой Рэпер Зэнык (укр. Зли́й Ре́пер Зе́ник, также Zлий Rепер Zеник) — псевдоним Андрея Кузьменко, под которым он исполнял песни, в которых используется ненормативная лексика, комедийные тексты и др. Под этим творческим именем в 2012 году был издан альбом «Zалупа RocK».
Список песен альбома «Zалупа RосK»: «Металісти», «ГМО», «Гондурас», «Ти дохуя пиздиш», «Іспанія», «Піздєц», «Шуба», «Баба з хуйом», «Разом нас багато», «Срака».

## Пародии
- Большая разница 2011 и 2013[78][79]
- Пороблено в Украине от Студии 95 квартал Кузьма — Ланос[80]

## Телевидение и радио
- 1996 — Территория А (ICTV)[81]
- 1996 — ведущий музыкальной странички в программе «Бомба» на канале «УТ-2»[1]
- 1997 — автор и ведущий программы «CD ROM» на радио «Супернова» под псевдонимом DJ Smith[1]
- 2000 — Живой звук (Новый канал)[17]
- 2000—2002 — ведущий хит-парада «Гарячая семёрка»[1]
- 2003—2008 — «Шанс» (Интер, 1+1) (вместе с Натальей Могилевской)
- 2006—2007 — «Шиканемо» (Интер) — ведущий
- 2011 — Битва наций — ведущий[82]
- 2011 — Берегись автомобиля (ICTV) — ведущий[83]
- Дай покататься (М1) — ведущий[84]
- Гутен Морген (М1) — неоднократный гость передачи[85]
- Народная звезда — Елена Грачёва и Кузьма.[86]
- 12.03.2011 — Кто против блондинок?[87]
- 26.08.2012 — «Что? Где? Когда? Звездные войны» (Интер) — Команда звезд шоу-бизнеса — капитан Потап[88]
- 15.10.2012 — «15 минут до завтра» (К1)[89]
- 12.05.2013 — Воскресенье с Кварталом[90]
- 28.06.2013 — Вечерний Киев[91]
- 26.10.2013 — Talkовый разговор (Телеканал Донбасс)[92]
- 13.11.2013 — Иду на Ты[13]
- 2013 — 2014 — Дача (ICTV) — ведущий[93]
- 21.10.2014 — DROZDOV[94]
- В 2014 году создал свою интернет-радиостанцию: Радио S.R.A.K.A. (Своё Радио Андрея Кузьменка)[95][96][97]
- «Светская жизнь» с Катей Осадчей[1][21]

## Книги и аудиокниги
- «Я, Победа и Берлин» и «Город, в котором не ходят деньги» (2006, 2008) (есть и аудиокниги, читает автор)[98][99] ISBN 978-966-03-4518-8
- «Я, Паштет и Армия» (2014) (есть и аудиокнига, читает автор)[100] ISBN 978-617-7156-17-7
- «Я, Шоник и Шпицберген» (2015) ISBN 978-966-03-7346-4

## Фильмы
- 2018 — Город, в котором не ходят деньги[101]
- 2022 — Я, Победа и Берлин[102]

## Работы о Кузьме Скрябине и его книгах
- Власова А. Ю. Культурологічний аспект сучасної української пісні та її мова // Recent Studies of Social Sciences. — 2015. — С. 86—91.
- Гаврилюк Н., Зозюк І. Сленг як особливість ідіостилю Кузьми Скрябіна (Андрія Кузьменка) // Волинь філологічна: текст і контекст. — 2014. — №. 17. — С. 36—45.
- Штогрин М. Хронотоп подорожі як модель ініціації в повісті А. Кузьменка «Я, „Побєда“ і Берлін» // Волинь філологічна: текст і контекст. — 2015. — № 19. — С. 309—316.
- 2015 — Ольга Михайловна Кузьменко — «Моя дорогая птица» («укр. Моя дорога птаха») ISBN 978-617-679-134-8
- 2016 — Ольга Михайловна Кузьменко — «Группа „Скрябин“ и друзья по сцене» ISBN 978-617-679-299-и
- 2018 — Ольга Михайловна Кузьменко — «Колыбельная для Андрюши» («Колискова для Андрійка»).